# Платовська сільська рада (Новосергієвський район)
Пла́товська сільська рада (рос. Платовский сельский совет) — сільське поселення у складі Новосергієвського району Оренбурзької області Росії.
Адміністративний центр — село Платовка.

## Населення
Населення — 1454 особи (2019; 1529 в 2010, 1699 у 2002).

## Склад
До складу сільської ради входять:
| Населений пункт       | Населення, осіб (2002) | Населення, осіб (2010) |
| --------------------- | ---------------------- | ---------------------- |
| Александровка, село   | 144                    | 90                     |
| Верхня Платовка, село | 284                    | 230                    |
| Дубова Роща, село     | 14                     | 14                     |
| Платовка, село        | 709                    | 695                    |
| Платовка, селище      | 548                    | 500                    |